# Zgrada Ruskog poslanstva na Cetinju
Rusko poslanstvo podignuto je između Varoškoga parka i Ulice Vojvode Batrića na lokaciji koju je odabrao ruski poslanik Gubastov. Lokacija ima 88,75 m u dužini i 56 m u širini i zahvata površinu od 3.554,50 m2. Svečano osvećenje temelja obavljeno je 21. maja 1900. godine. Zgrada je stavljena pod krov 1901. godine, što je za ondašnje prilike neobično brzo. Djelo je italijanskog arhitekte A. C. Koradinija, koji je zgradu projektovao i izvodio. Koncipirana je u arhitekturi poznoga baroka. Pretpostavlja se da je vlada u Petrovgradu, mada je imala svoje poznate arhitekte u to vrijeme, ovlastila vladu na Cetinju i svoje poslanstvo da sami odrede arhitektu. Vlada Crne Gore, s obzirom na prijateljstvo s Rimom, obratila se Italiji i angažovala arhitektu Koradinija. Zgrada je potpuno dovršena i useljena 1903. godine. Po izgledu, funkciji i kvalitetu izrade, zgrada Ruskoga poslanstva smatra se izuzetno dobrim objektom. Rađena je u stilu baroka s nekim renesansnim elementima. Duga je 27,5 m i široka 18,00 m. Rađena je u kamenu i drvetu. Unutrašnjost objekta je raskošno urađena. Prizemlje i sprat korišćeni su za potrebe diplomatskog osoblja, dok su suteren i potkrovlje služili kao pomoćni prostor. Međuspratna konstrukcija je drvena s posebnom konstrukcijom za nošenje plafona. Iznad otvora prozora i vrata izgrađena je konstrukcija u obliku luka u kamenu. Posebno je interesantna glavna fasada s brojnim profilisanim dekorom zidnih površina, vijenaca, otvora, portala i završava se nizom kružnih prozora u dekorativnoj obradi. Krov predstavlja originalno konstruktivno i oblikovno rješenje. Stražarske kućice na ulazu, kao i bogata ograda oko objekta, urađena od kovanoga gvožda, predstavljaju poseban kvalitet.
Predviđena je bila crkva pored Poslanstva za koju je plan uradio petrogradski profesor Pomerancov, ali nije realizovana. Objekat daje utisak visoke graditeljske i zanatske kulture italijanskih majstora koji su ga gradili. Nažalost u 1930-ih nesmotreno je podignuta zgrada uprave Zetske banovine, koja je objekte Ruskoga poslanstva i Zetskoga doma drastično ugrozila i umanjila njihove urbane vrijednosti. Zgrada Poslanstva korišćena je u službene svrhe do 29. decembra 1915. godine, kad su svi strani diplomatski predstavnici na Crnogorskome dvoru napuštili Cetinje. Između dva rata u zgradi Ruskoga poslanstva radila je učiteljska škola. Jedno vrijeme u njoj se nalazio dio bolnice, zatim je korišćena i kao stambeni prostor, pa kao zgrada Likovne akademije. Odlukom Vlade Crne Gore, nakon požara koji ju je oštetio prije nekolike godine, planirano je njeno adaptiranje i preseljenje Ministarstva vanjskih poslova Crne Gore u nju.

## Spoljašnje veze
- Prijestonica Cetinje - Znamenitosti